# Velika nagrada Kitajske
Velika nagrada Kitajske (kitajsko: 中国大奖赛) je dirka v svetovnem prvenstvu Formule 1, ki redno poteka na dirkališču Shanghai International Circuit. To je najdražje dirkališče, ki je bilo kadarkoli zgrajeno, stalo je 240 milijonov dolarjev. Dirka se je prvotno odvijala med sezonama 2004 in 2019, nato pa se je nadaljevala od sezone 2024.
Dirke med letoma 2020 in 2023 zaradi pandemije koronavirusne bolezni 2019 ni bilo. Za sezono 2023 je bila načrtovana njena vrnitev, saj je bila dirka uvrščena v koledar svetovnega prvenstva ter se je imela odvijati 16. aprila. Nazadnje je bila zaradi nadaljevanja strogih ukrepov za zajezitev koronavirusa na Kitajskem znova odpovedana. Po petih letih se je vrnila v sezoni 2024, ko je bila na sporedu 21. aprila kot peta dirka v sezoni. Proti koncu leta 2024 je bilo sporočeno, da je bila pogodba za organizacijo dirke podaljšana za pet let ter bo Velika nagrada Kitajske potekala vsaj do sezone 2030.

## Zmagovalci Velike nagrade Kitajske
| Leto | Dirkač             | Konstruktor                | Dirkališče | Poročilo |
| ---- | ------------------ | -------------------------- | ---------- | -------- |
| 2025 | Oscar Piastri      | McLaren-Mercedes           | Shanghai   | Poročilo |
| 2024 | Max Verstappen     | Red Bull Racing-Honda RBPT | Shanghai   | Poročilo |
| 2019 | Lewis Hamilton     | Mercedes                   | Shanghai   | Poročilo |
| 2018 | Daniel Ricciardo   | Red Bull-TAG Heuer         | Shanghai   | Poročilo |
| 2017 | Lewis Hamilton     | Mercedes                   | Shanghai   | Poročilo |
| 2016 | Nico Rosberg       | Mercedes                   | Shanghai   | Poročilo |
| 2015 | Lewis Hamilton     | Mercedes                   | Shanghai   | Poročilo |
| 2014 | Lewis Hamilton     | Mercedes                   | Shanghai   | Poročilo |
| 2013 | Fernando Alonso    | Ferrari                    | Shanghai   | Poročilo |
| 2012 | Nico Rosberg       | Mercedes                   | Shanghai   | Poročilo |
| 2011 | Lewis Hamilton     | McLaren-Mercedes           | Shanghai   | Poročilo |
| 2010 | Jenson Button      | McLaren-Mercedes           | Shanghai   | Poročilo |
| 2009 | Sebastian Vettel   | Red Bull-Renault           | Shanghai   | Poročilo |
| 2008 | Lewis Hamilton     | McLaren-Mercedes           | Shanghai   | Poročilo |
| 2007 | Kimi Räikkönen     | Ferrari                    | Shanghai   | Poročilo |
| 2006 | Michael Schumacher | Ferrari                    | Shanghai   | Poročilo |
| 2005 | Fernando Alonso    | Renault                    | Shanghai   | Poročilo |
| 2004 | Rubens Barrichello | Ferrari                    | Shanghai   | Poročilo |